# جامعه هم‌سود
جامعه هم‌سود (به انگلیسی: community of interest) جامعه‌ای است که اعضایش منافع یا علایق مشترکی دارند. اعضای این جامعه دربارهٔ آن منفعت یا علاقهٔ مشترک، تبادل نظر و ایده صورت می‌گیرد، اما خارج از حیطه‌ای که آن‌ها را گرد هم آورده، یکدیگر را نمی‌شناسند یا کم می‌شناسند.
انجمن‌های برخط اغلب از انواع جامعه هم‌سود هستند، به این اعتبار که معمولاً کاربرانی که علایق یا روحیات مشترکی دارند حول هم جمع شده و تشکیل جامعه می‌دهند. از مزایای جامعه برخط بر جامعه مکان‌محور این است که اعضای جامعه می‌توانند بدون ارتباط فیزیکی با یکدیگر، عضو گروه باشند، در امورش مشارکت و مداخله کنند، و به آن احساس تعلق داشته باشند.
در مبحث حوزه‌بندی انتخابات (ترسیم حوزه‌های انتخابیه و تعیین مرزهایش)، یکی از معیارهای مورد توجه تلاش برای حفظ جامعه هم‌سود است که در قالب گروه‌های قومی، نژادی، یا طبقات اقتصادی تبلور می‌یابند تا ایشان بتوانند سیاست‌ها یا مواضع دلخواهشان را دنبال کنند.